# 蓬托斯 (赫罗纳省)
蓬托斯，是西班牙加泰罗尼亚赫罗纳省的一个市镇。总面积14平方公里，总人口223人（2001年），人口密度16人/平方公里。